# Силланпяя, Франс Эмиль
Франс Э́миль Си́лланпяя (фин. Frans Eemil Sillanpää произношениео файле, 16 сентября 1888, Хямеэнкюрё, Великое княжество Финляндское — 3 июня 1964, Хельсинки, Финляндия) — финский писатель.
В 1939 году стал лауреатом Нобелевской премии по литературе «За глубокое проникновение в жизнь финских крестьян и превосходное описание их обычаев и связи с природой».
Единственный лауреат Нобелевской премии в области литературы из Финляндии. Наряду с почитанием, было также противоречивое отношение к Силланпяя, поскольку в межвоенный период, когда культурный мир страны оказался расколот надвое, он не встал ни на ту, ни на другую сторону.

## Биография
Родился в семье мелкого сельского арендатора в деревне Киериккала, недалеко от Хямеэнкюрё в 1888 году. Его родители также происходили из крестьянских семей, но семейные связи помогли Франсу получить образование в лицее в Тампере, что было нетипичным для выходцев из бедных семей.
Годы учёбы Силланпяя совпали с революционными событиями в обществе, а его кругозор существенно расширился благодаря знаниям, приобретённым в лицее и жизни в городе.
После окончания лицея Силланпяя работал домашним учителем в семье местного фабриканта. По совету своего патрона Лильерооса поступил в университет на медицинский факультет. Медицина его мало интересовала, но карьера врача была более надёжной в экономическом отношении.
На медицинском факультете в Хельсинки Силланпяя проучился с 1908 по 1913 год, всё время живя в долг. В это же время он заинтересовался новым философским течением, которое пыталось соединить религиозное мировоззрение с новым материалистическим мироощущением. Начал общение со многими представителями финской интеллигенции, как, например, Ян Сибелиус, Юхани Ахо и Пекка Халонен.
В родную деревню Силланпяя вернулся в 1913 году. Не имея больше средств для продолжения учёбы, он был вынужден остаться в деревне. С этого момента он начинает писать рассказы на социальные темы. В это же время женится на служанке одного из чиновников Сигрид Саломяки. В марте 1917 году у них родилась дочь Саара.
Литературный дебют Силланпяя состоялся осенью 1916 года после публикации романа «Жизнь и солнце». Во время литературного застоя в стране роман был встречен очень тепло.
После начала революции 1918 года писатель жил вместе со своей семьёй на хуторе Ала-Вакери, не обращая внимание на революционные события. Занимался переводческой деятельностью, в частности перевёл на финский «Сокровища нищих» Мориса Метерлинка.
После публикации в 1919 году романа «Праведная бедность» о Силланпяя узнали и за рубежом, в частности в Швеции. В это же время начались первые обсуждения о возможности выдвинуть кандидатуру Силланпяя на Нобелевскую премию.
В 1920 гг. в Хямеен-кюрё писатель затеял постройку виллы, что повергло его в долги. Но в то же время он уже стал достаточно известным, как в Финляндии, так и в Швеции, а его сборники новелл были сразу же переведены на шведский. О Силланпяя узнали во Франции и Эстонии. Семья писателя, в которой в это время было уже шестеро детей, постоянно переезжала с места на место.
В конце 1920-х годов ему удалось поправить своё финансовое положение, продав своё авторское право издательству «Отава». Он начал работу над своими фундаментальными романами «Рано усопшая» (1931), «Путь мужчины» (1932) и «Люди в летней ночи» (1934).
В 1930-х гг. автор получил широкое признание. Силланпяя начал заниматься и общественной деятельностью, примирением нации, её объединением, укреплением контактов со Скандинавскими странами, выступал за культурный либерализм. Его ориентирование на Скандинавские страны встретило критику среди как правых, так и левых политических деятелей. Он также поддерживает контакты с интеллектуалами и фольклористами Мартти Хаавио, Сакари Пялси, Кустаа Вилкуном и др. Он также выступил с жёсткой критикой таких европейских диктаторов, как Гитлер, Сталин и Муссолини. Весной 1939 года от воспаления лёгких умерла жена Силланпяя, мать восьмерых его детей. Это стало тяжёлым ударом для писателя.
В 1939 году Силланпяя стал лауреатом Нобелевской премии по литературе.
После начала войны Силланпяя написал слова к военному маршу, который обрёл большую популярность и очень поднимал военный дух среди финских солдат.
В декабре 1939 он заключил новый брак со своей секретаршей Анной фон Герцен, с которой прожил до 1941 года.
После 1941 года здоровье Силланпяя сильно пошатнулось, как результат развода, алкоголизма и нервного истощения. Его принудительно поместили в больницу Каммио. Из больницы он вернулся с бородой, а немного спустя его стали называть в народе «дедушкой Силланпяя», так как он вёл ещё и публичные выступления на радио в канун Рождества с 1945 по 1963 год.
С 1930 по 1950 год его произведения неоднократно экранизировались, что сделало его творчество ещё более популярным. Его произведения переведены на более чем 30 языков.
Писатель умер в 1964 году в возрасте 75 лет. После смерти Силланпяя интерес к его творчеству постепенно угас, а в европейской прессе в то время появлялись заметки о сомнительной ценности его творчества. Связано это по большой части с уходящими ценностями сельской жизни, о которых писал в своём творчестве Франс Силланпяя. Тем не менее в финской литературе он считается писателем-реформатором и в наше время, а во Франции в своё время его стиль сравнивали со стилем Марселя Пруста.

## Творчество
Творчество Франса Силланпяя известно большим интересом автора к сельской жизни и связи человека с природой. Сельскую жизнь он изображает по примеру писателей-импрессионистов и реалистов, но в то же время он рассматривал также связи человека в духе натуралистов, используя достижения теории эволюции и наследственности.
В первом же романе «Жизнь и солнце» писатель постарался отобразить самую душу человека. Силланпяя описывает сельскую идиллию молодых людей, которые наслаждаются природой и своими эротическими переживаниями в то время, как в Европе идёт война.
В новеллах, которые вошли в сборник «Дети человеческие в потоке жизни», автор описывал похождения бедного студента, частично затрагивая социальные проблемы.
В наиболее известном романе автора «Праведная бедность» (1919) Силланпяя исследовал истоки гражданской войны, пытаясь передать чувства «красных», которые в Финляндии потерпели поражение. Герой романа Юха Тайвола переживает период времени, начиная с голода 1860-х и заканчивая своей гибелью в 1918 году.
В 1923 году была написана повесть «Хилту и Рагнар», которая стала своего рода дополнением темы романа «Праведная бедность». Повесть рассказывает о том, как господский мальчик соблазняет служанку, которая в отчаянии бросается в озеро. Откровенная тема в повести вызвала неоднозначную оценку публики.
В 1930-х появляются наиболее значимые романы писателя «Рано усопшая» (1931), «Путь мужчины» (1934) и «Люди в летней ночи» (1934).
В первом романе автор рассказывает о служанке Сильи Салмелус, которая умирает от туберкулёза. В этом романе Силланпяя соединяет идеализм Рунеберга с реализмом при описании гражданской войны. Из-за темы исчезающего семейного рода роман сравнивали с «Будденброками» Томаса Манна, а из-за темы крушения старого мира — с произведениями Джона Голсуорси.
В романе «Путь мужчины» Силланпяя описал образ мужчины-крестьянина и попытался рассказать о земном счастье, как он его представляет. Таким образом, автор создал произведение, в котором соединил фатализм с биологическим детерминизмом, романтизм с реализмом.
В романе «Люди в летней ночи» автор описывает события, которые происходят в одну летнюю ночь, с разными людьми в сельской местности. Поэтика этого произведения, главным героем которого является финская белая ночь, может быть сравнима с музыкальным произведением.
Последние романы автора «Август» (1941) и «Прелесть и нищета человеческого бытия» (1945), рассказывающие о художнике, который пытается вырваться из обыденности и вернуться в прошлое, несут на себе отпечаток усталости, алкоголизма и морального истощения автора. В конце романов автор даёт понять о биологической вере в будущее.

## Основные работы
- Жизнь и солнце (Elämä ja aurinko), (1916)
- Ihmislapsia elämän saatossa, (1917)
- Праведная бедность (Hurskas kurjuus), (1919)
- Моё любимое отечество (Rakas isänmaani), (1919)
- Хильту и Рагнар (Hiltu ja Ragnar), (1923)
- Enkelten suojatit, (1923)
- Omistani ja omilleni, (1924)
- Maan tasalta, (1924)
- Töllinmäki, (1925)
- Rippi, (1928)
- Kiitos hetkistä, Herra…, (1930)
- Усопшая в юности (Nuorena nukkunut), (1931)
- Путь мужчины (Miehen tie), (1932)
- Virranpohjalta, (1933)
- Люди в летней ночи (Ihmiset suviyössä), (1934)
- Пятнадцать (Viidestoista), (1936)
- Август (Elokuu), (1941)
- Ihmiselon ihanuus ja kurjuus (1945)